# Cezary Zbierzchowski
Cezary Zbierzchowski (ur. 3 maja 1975 w Sierpcu) – polski pisarz, autor opowiadań i powieści fantastycznych.

## Życiorys
Absolwent Liceum Ogólnokształcącego w Sierpcu (profil matematyczno-fizyczny) oraz Wydziału Polonistyki Uniwersytetu Warszawskiego (praca magisterska z zakresu antropologii kultury). Zawodowo zajmuje się digitalizacją procesów.
Jako pisarz debiutował w 2004 roku na łamach dwumiesięcznika „Ubik Fantastyka”. Kilkukrotnie wyróżniany przez redakcję „Nowej Fantastyki”: w konkursie O.S. Carda za miniaturę Realis oraz w konkursie „Przestrasz siebie i nas” za opowiadanie Bestiariusz; zdobywca nagrody Reflektor 2013 (pierwsza edycja) przyznawanej młodym twórcom. Laureat Nagrody Literackiej im. Jerzego Żuławskiego i Nagrody Sfinks 2014 (za rok 2013) w kategorii Polska powieść roku za powieść Holocaust F. Nominowany do Nagrody im. Janusza A. Zajdla oraz nagrody Identyfikator Pyrkonu za powieść Holocaust F.
Publikował na łamach „Nowej Fantastyki” oraz „Science Fiction, Fantasy i Horror”, brał udział w antologiach opowiadań fantastycznych: Bez bohatera (Fantasmagoricon 2005), Nowe idzie (Powergraph 2008) i Science fiction (Powergraph 2011). W latach 2005–2010 autor tekstów krytycznych i publicystycznych na łamach sieciowego magazynu literacko-publicystycznego Creatio Fantastica.
W 2008 roku nakładem wydawnictwa Fantasmagoricon ukazał się debiutancki zbiór opowiadań Requiem dla lalek zawierający osiem tekstów, których akcja osadzona jest w wykreowanym przez autora świecie Rammy. Opowiadania Zbierzchowskiego charakteryzują się dużą różnorodnością formalną i tematyczną, łącząc w sobie elementy fantastyki socjologicznej, antyutopii, cyberpunku, horroru oraz fantastyki religijnej.
W 2013 roku nakładem wydawnictwa Powergraph ukazało się wznowienie zbioru Requiem dla lalek (w formie e-booka) poszerzone o trzy teksty: Smutek parseków, Płonąc od środka oraz Garcia (premierowe). W tym samym roku oficyna Powergraph wydała debiutancką powieść  science fiction Zbierzchowskiego pt. Holocaust F, osadzoną podobnie jak opowiadania w świecie Rammy.
Członek Rady Izby Gospodarki Elektronicznej w kadencji 2017–2020.
W czasach nauki w Liceum Ogólnokształcącym współzałożyciel i wokalista zespołu The Closhards.

## Opowiadania
- Innego nie będzie – „Ubik Fantastyka” 5(1)/2004 – marzec 2004 r.
- Realis – „Nowa Fantastyka” 10/2004 – październik 2004 r.
- Moneta – antologia Bez bohatera (współautor) – październik 2005 r.
- Bezludzie – „Nowa Fantastyka” 12/2005 – grudzień 2005 r.
- Bestiariusz – „Nowa Fantastyka” 6/2006 – czerwiec 2006 r.
- Limfy szklanka – „Science Fiction, Fantasy i Horror” 10/2006 – sierpień 2006 r.
- Płonąc od środka – antologia Nowe idzie (współautor) – sierpień 2008 r.
- Miejsce na drodze – zbiór Requiem dla lalek – październik 2008 r.
- Mr Fiction – zbiór Requiem dla lalek – październik 2008 r.
- Requiem dla lalek – zbiór Requiem dla lalek – październik 2008 r.
- Smutek parseków – zbiór Science fiction – listopad 2011 r.
- Garcia – zbiór Requiem dla lalek (e-book) – lipiec 2013 r
- Róża wiatrów – „Nowa Fantastyka” 7/2014 – lipiec 2014 r.
- Pięćdziesiąt kawałków Quentina – „Fantastyka – wydanie specjalne” 2/2016 – kwiecień 2016 r.
- Dobre Miasto – antologia „Przedmurze” (współautor) – listopad 2016 r.
- Pacyfikacja – „Nowa Fantastyka” 01/2020 – styczeń 2020 r.
- Fifonż – antologia „Utopay. Przyszłość wystawia rachunek” (współautor) – grudzień 2022 r.
- Płowy Jack – „Nowa Fantastyka” 10/2023 – październik 2023 r.

## Wydane książki
- 2008 – Requiem dla lalek (Fantasmagoricon)
- 2013 – Holocaust F (Powergraph)
- 2019 – Distortion (Powergraph)
- 2020 – Chłopi 2050, czyli Agronauci w czasach katastrofy klimatycznej (słuchowisko Storytel)